# ナポレオン・ジョゼフ・シャルル・ポール・ボナパルト
ナポレオン・ジョゼフ・シャルル・ポール・ボナパルト（フランス語: Napoleon Joseph Charles Paul Bonaparte, 1822年9月9日 - 1891年3月17日）は、フランス第二帝政の政治家、皇族。ナポレオン1世の末弟ジェロームの息子でマチルドの弟。通称プランス・ナポレオン（ナポレオン公、Prince Napoléon）あるいはプロン＝プロン（Plon-Plon）。父の名を取ってナポレオン・ジェローム（Napoléon Jérôme）とも呼ばれる。従兄のナポレオン3世とは水と油の性格で、たびたび対立した。

## 生涯
伯父ナポレオン1世死去の翌1822年生まれ。1851年のナポレオン3世のクーデターには共和派の立場から反対したが、翌1852年に成功して第二帝政が始まると、一転して次の皇帝の座を狙うようになった（当時ナポレオン3世は子がいなかった）。
1853年に始まったクリミア戦争では、指揮官の1人として派遣されたが、警告を無視して帰国した。しかし、1856年に皇太子のナポレオン・ウジェーヌ・ルイ（ナポレオン4世）が誕生すると皇位継承の望みを打ち砕かれ、かつては交際を考えていた仲にもかかわらずウジェニー皇后を憎むようになった。1858年に植民地大臣に任命され、ナポレオン3世の意向を受けて1859年にサルデーニャ王（後のイタリア王）ヴィットーリオ・エマヌエーレ2世の16歳の娘マリー・クロティルドと政略結婚をする。2人がトリノで結婚式を挙げると、フランスはただちにサルデーニャと対オーストリア軍事協定を結び、イタリア統一戦争に協力した。
1870年に帝政が崩壊すると、イギリスに亡命していたナポレオン3世とともに帝政復活を画策する。1891年没。

## 子女
サルデーニャ王女マリー・クロティルドとの間に3子を儲けた。
- ヴィクトル（1862年 - 1926年） - 「ナポレオン5世」（ナポレオン公）
- ルイ（1864年 - 1932年）
- マリー・レティシア（1866年 - 1926年） - 1888年、叔父のアオスタ公アメデーオと結婚